# Вотруба, Фриц

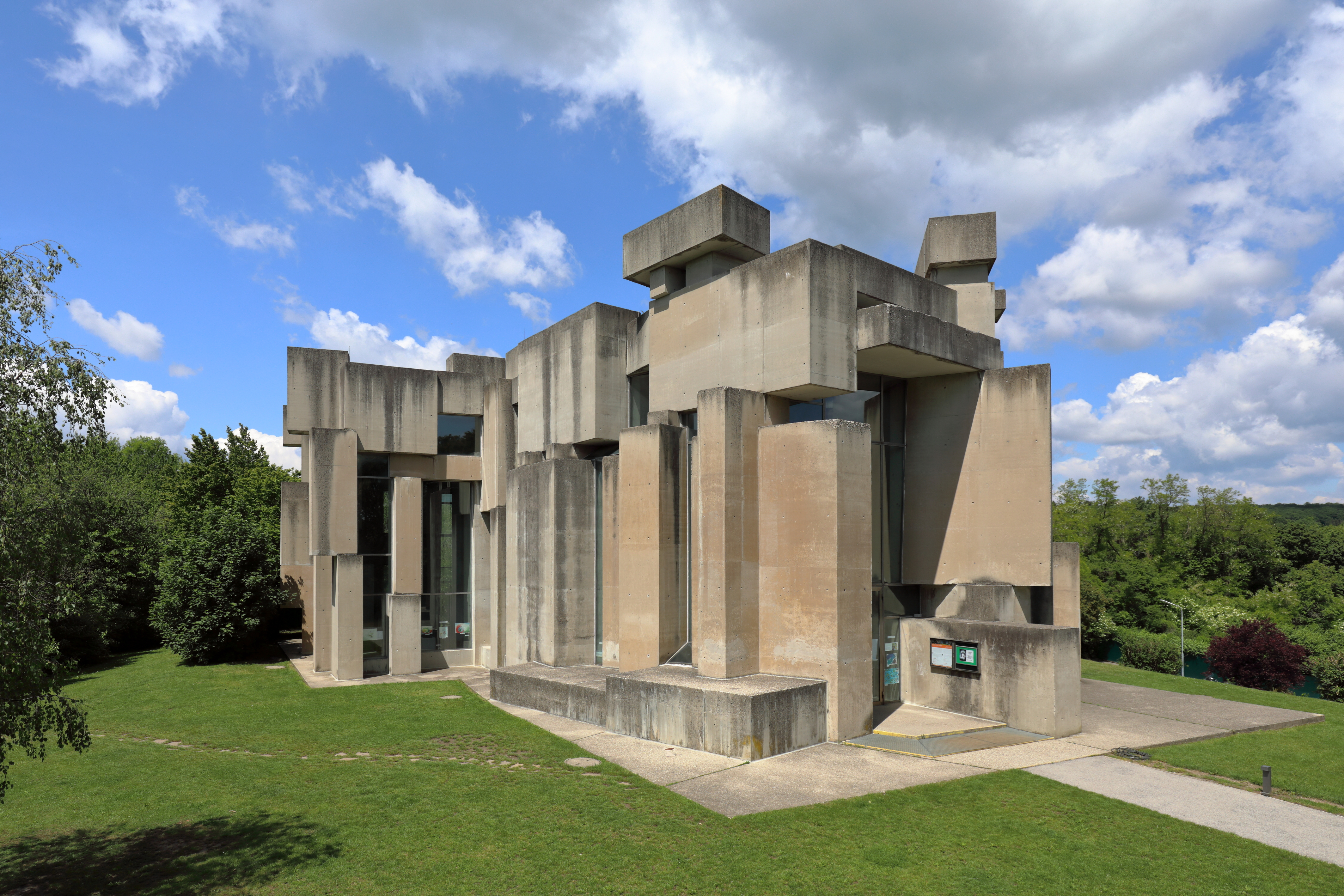
Фриц Вотруба. Церковь Святой Троицы

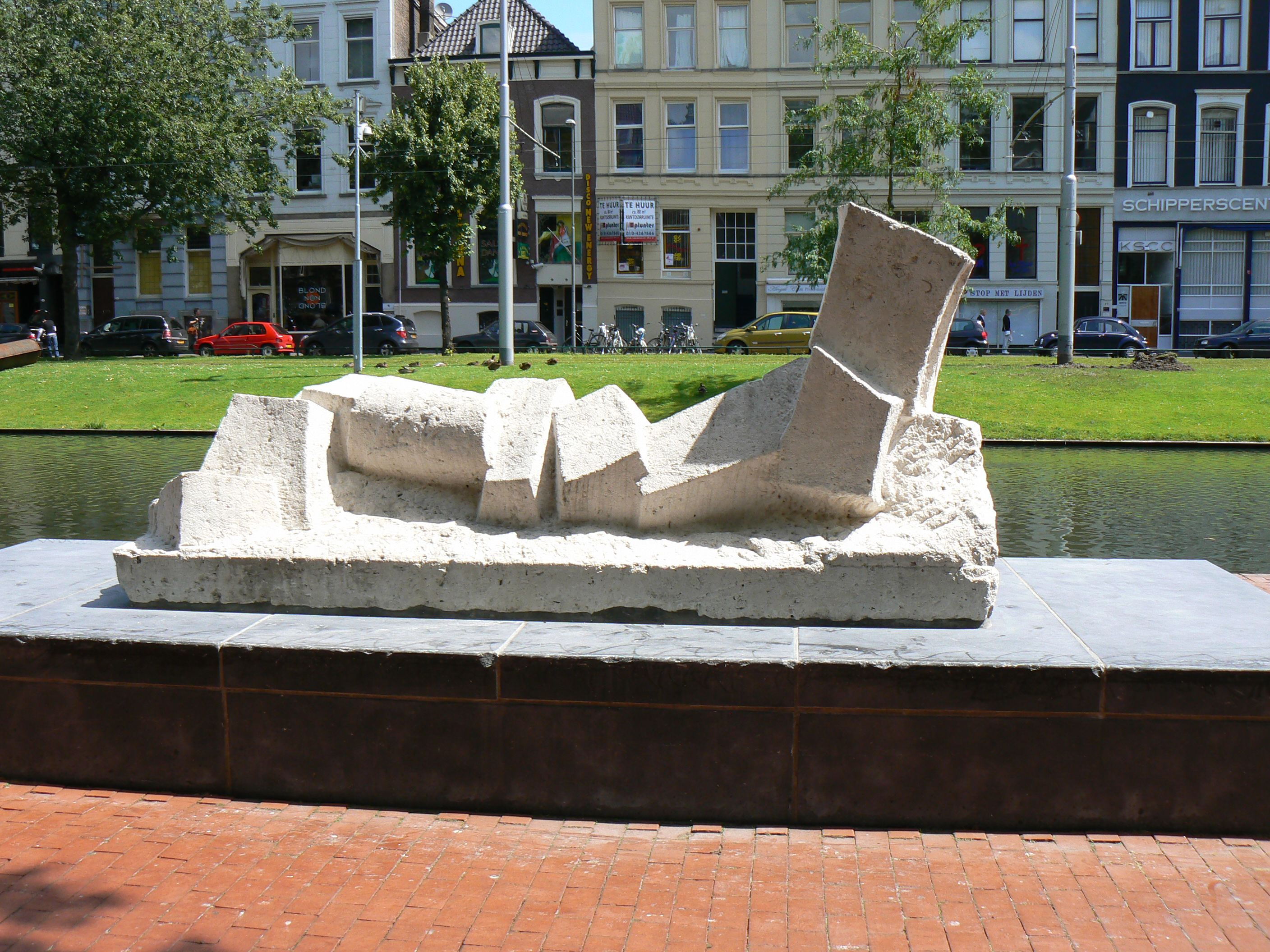
Фриц Вотруба. Лежащая фигура. Роттердам

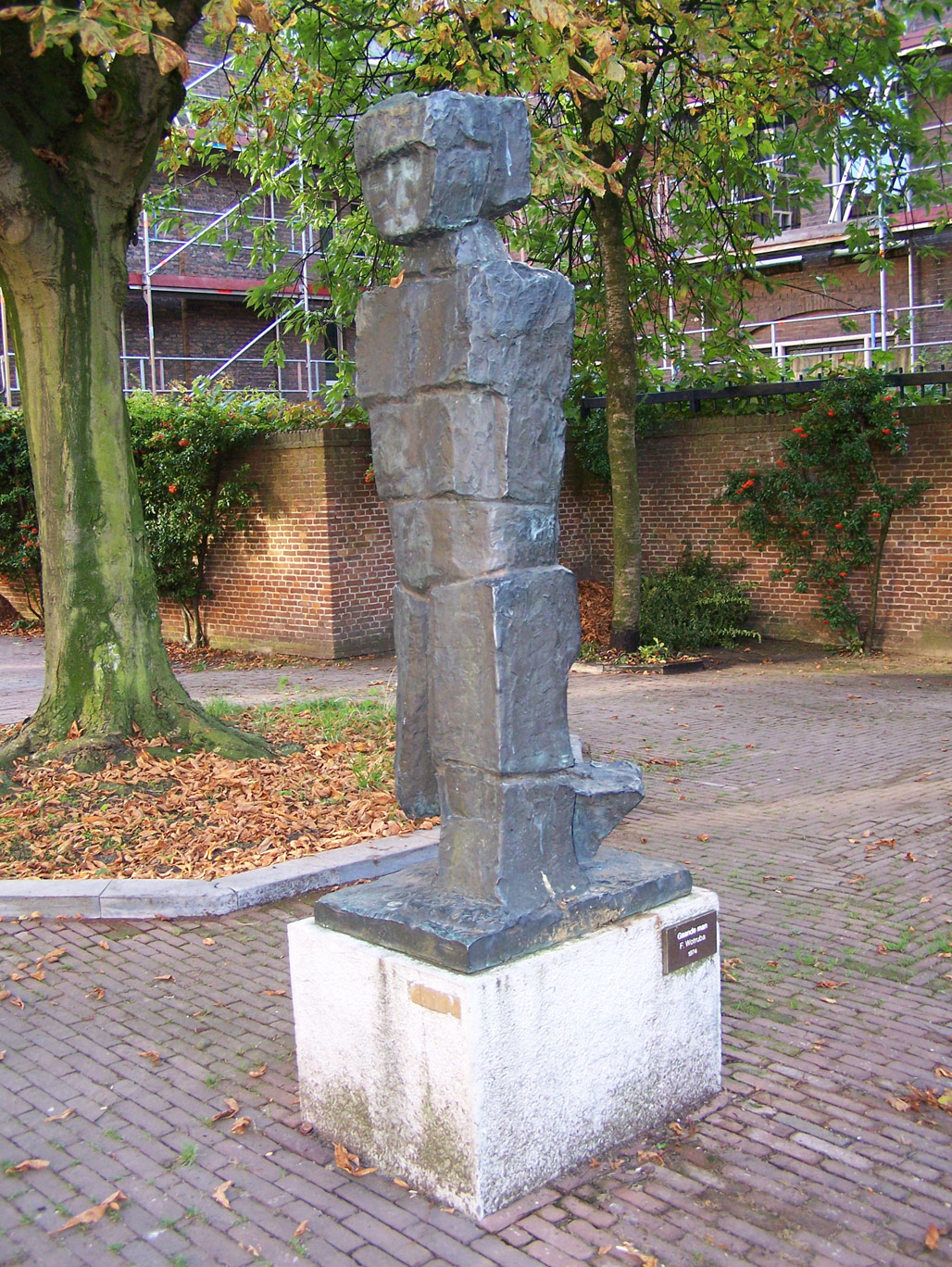
Фриц Вотруба. Идущий человек. Утрехт

Фриц Во́труба (нем. Fritz Wotruba; 23 апреля 1907[…], Вена — 28 августа 1975[…], Вена) — австрийский скульптор.

## Биография
Младший из восьми детей в нищей семье; отец, помощник портного — чех, выходец из Богемии, мать, служанка — из Венгрии. Учился на гравёра, затем — у скульптора Антона Ханака. 
В 1934 году, после убийства Дольфуса и вызванных им массовых волнений в Вене, вместе с женой переселился в Цюрих. 
В 1945 году вернулся в Вену. По рекомендации Херберта Бёкля был приглашён преподавать в Академию изящных искусств. Представлял Австрию на Венецианской Биеннале в 1948 и 1952, его работы были экспонированы на 2-й, 3-й и 6-й выставке Документа в Касселе.
Похоронен на Центральном кладбище Вены.

## Творчество
Близок к кубизму и абстрактному искусству, соединяя их с элементами архаики. Наиболее известная из его работ — церковь Святой Троицы в Вене, до окончания строительства которой автор не дожил (её называют церковью Вотрубы). Ему также принадлежит «Распятие» в церкви Брухзаля. Многие его работы размещены в общественных парках австрийской столицы.
Большая государственная премия Австрии (1958). Признан крупнейшим мастером австрийского искусства XX в. Эссе о нём принадлежат Э.Канетти (1955), Э.Ионеско (1975). Осенью 2007, к столетию Вотрубы, мюнхенская Пинакотека современности
показала большую выставку работ скульптора.